# Ухте
Ухте (њем. Uchte) општина је у њемачкој савезној држави Доња Саксонија. Једно је од 36 општинских средишта округа Нинбург (Везер). Према процјени из 2010. у општини је живјело 4.837 становника. Посједује регионалну шифру (AGS) 3256033.

## Географски и демографски подаци
Ухте се налази у савезној држави Доња Саксонија у округу Нинбург (Везер). Општина се налази на надморској висини од 37 метара. Површина општине износи 90,7 km². У самом мјесту је, према процјени из 2010. године, живјело 4.837 становника. Просјечна густина становништва износи 53 становника/km².

## Међународна сарадња
| Мјесто   | Држава    | Врста сарадње | Од    |
| -------- | --------- | ------------- | ----- |
| Сурдевал | Француска | партнерство   | 1992. |
| Извор    |           |               |       |